# 东直门桥
39°56′23″N 116°25′39″E / 39.939630°N 116.427495°E

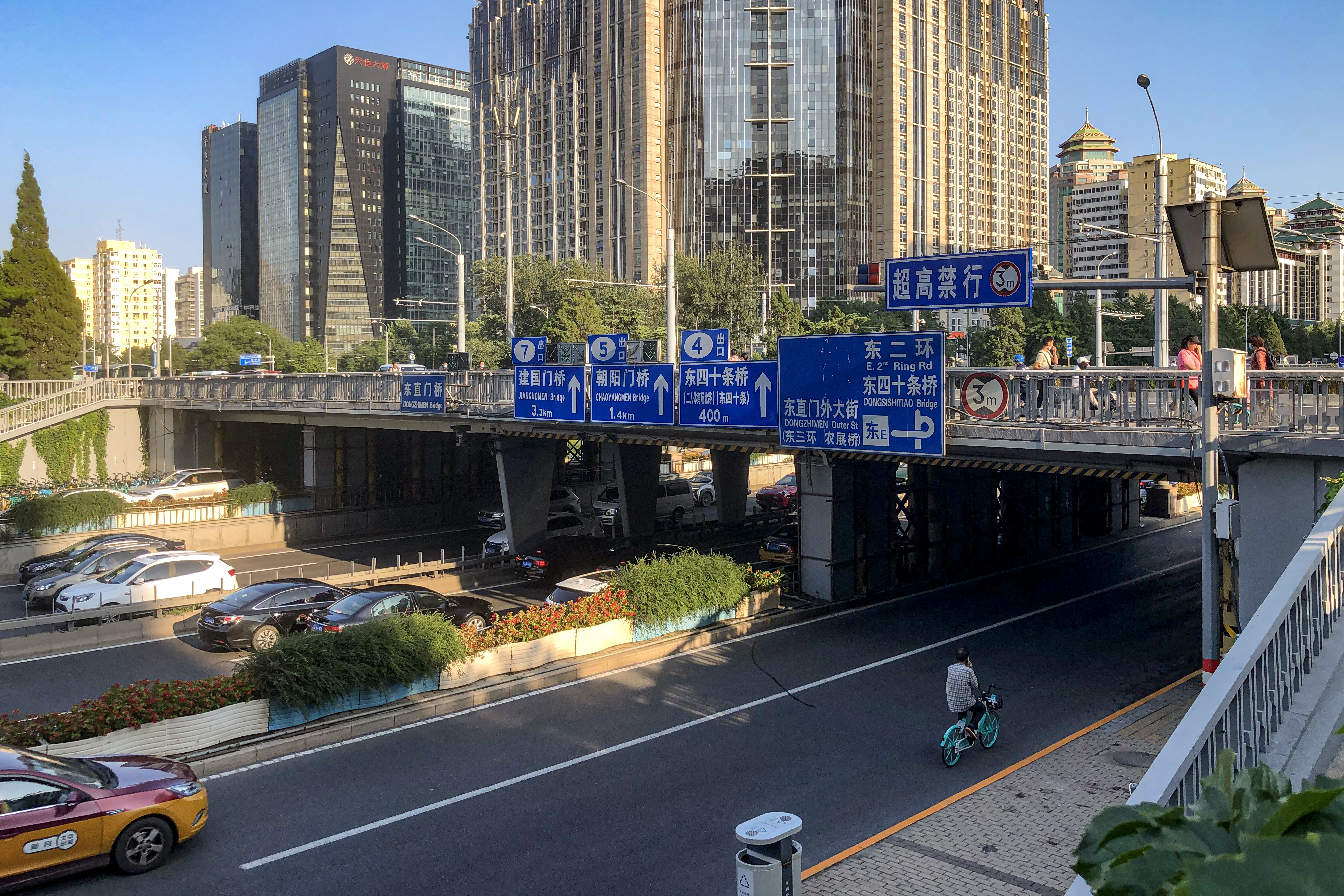
东直门桥（拍摄自西北侧）

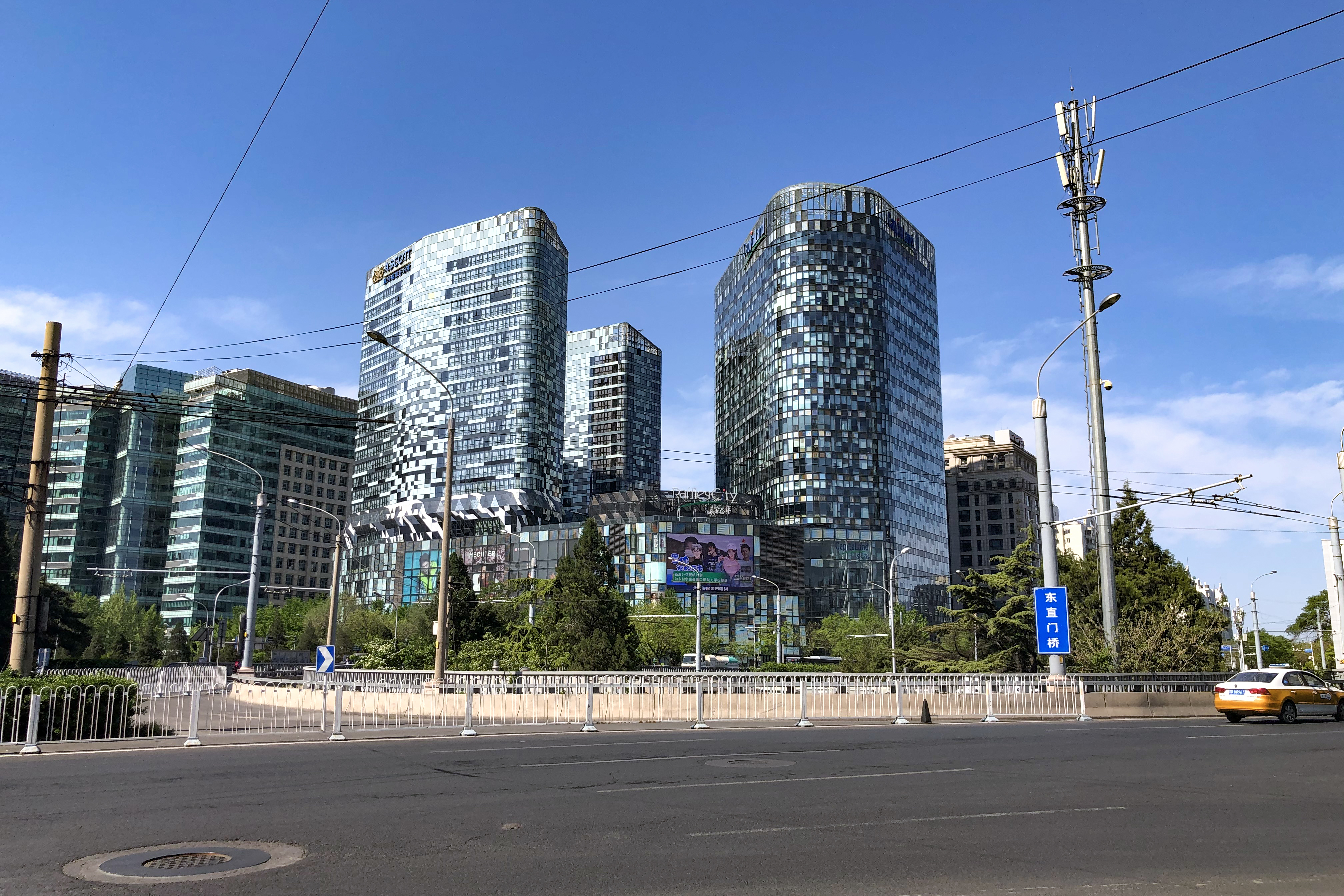
东直门桥上层环岛与北京来福士中心

东直门桥位于北京市东城区，东直门原址，是北京二环路的一座立交桥。桥梁总面积2215平方米。
东直门桥由北京市市市政设计院设计，工程兵施工，于1979年年初开工，1980年7月完工，1981年交付使用。
详细的相交道路为：东直门北大街－东直门南大街（南北向，二环）和东直门外大街－东直门内大街（东西向）。东直门桥为环岛型分离立交桥，二环主路下沉，位于下层，二环辅路和东直门内外大街位于上层，以环岛相接，环岛中空，可以看到下方主路。2008年7月31日起，东直门桥环岛西侧增设伯簋雕塑。